# Вартау
Вартау (нем. Wartau) — коммуна в Швейцарии, в кантоне Санкт-Галлен.
Входит в состав округа Верденберг. Население составляет 4987 человек (на 31 декабря 2006 года). Официальный код — 3276.

## Фотографии
- Башня
- Церковь